# سيسيل برايس
سيسيل برايس (بالإنجليزية: Cecil Price)‏ هو موظف مدني وضابط شرطة أمريكي، ولد في 15 أبريل 1938 في فلورا في الولايات المتحدة، وتوفي في 6 مايو 2001 في جاكسون في الولايات المتحدة.